# 彩 (鉄道車両)
彩（いろどり）は、東日本旅客鉄道（JR東日本）が2007年から2017年まで保有していた鉄道車両（電車）で、ジョイフルトレインと呼ばれる車両の一種である。

## 概要
JR東日本長野支社では14系客車改造のジョイフルトレイン「浪漫」を1995年から保有していたが、老朽化の進行ならびに機関車牽引による運用効率の問題から廃車することになり、代替の後継車両として485系電車を改造して登場したのが本車両である。

## 車両

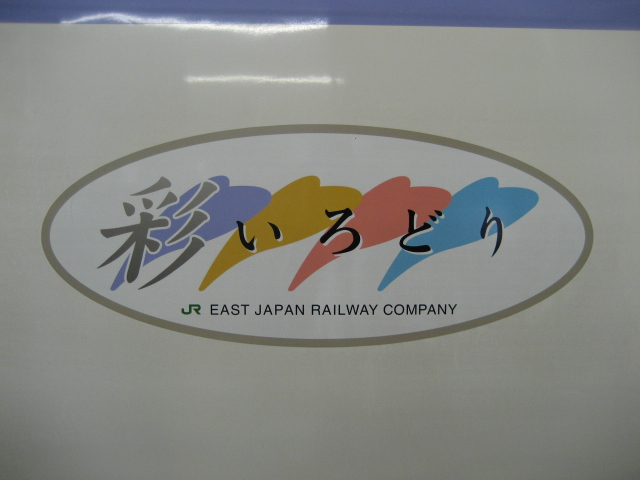
側面のロゴマーク

快速「くびき野」で限定運用されていた新潟車両センター所属の4両編成であるT21・22編成から、T21編成の制御車を除いた6両を充当した。なお、余剰となったクハ481-333・1507は廃車解体された。
車両番号については、当初は等級の「普通車」→「グリーン車」変更のみで「クハ・モハ」→「クロ・モロ」とされたが、2015年6月29日の団体運用終了後、同年7月1日付で交直切り替え機能の使用を停止（直流に固定）したのに伴い、+4000の車番変更が行われた。

### 改造内容

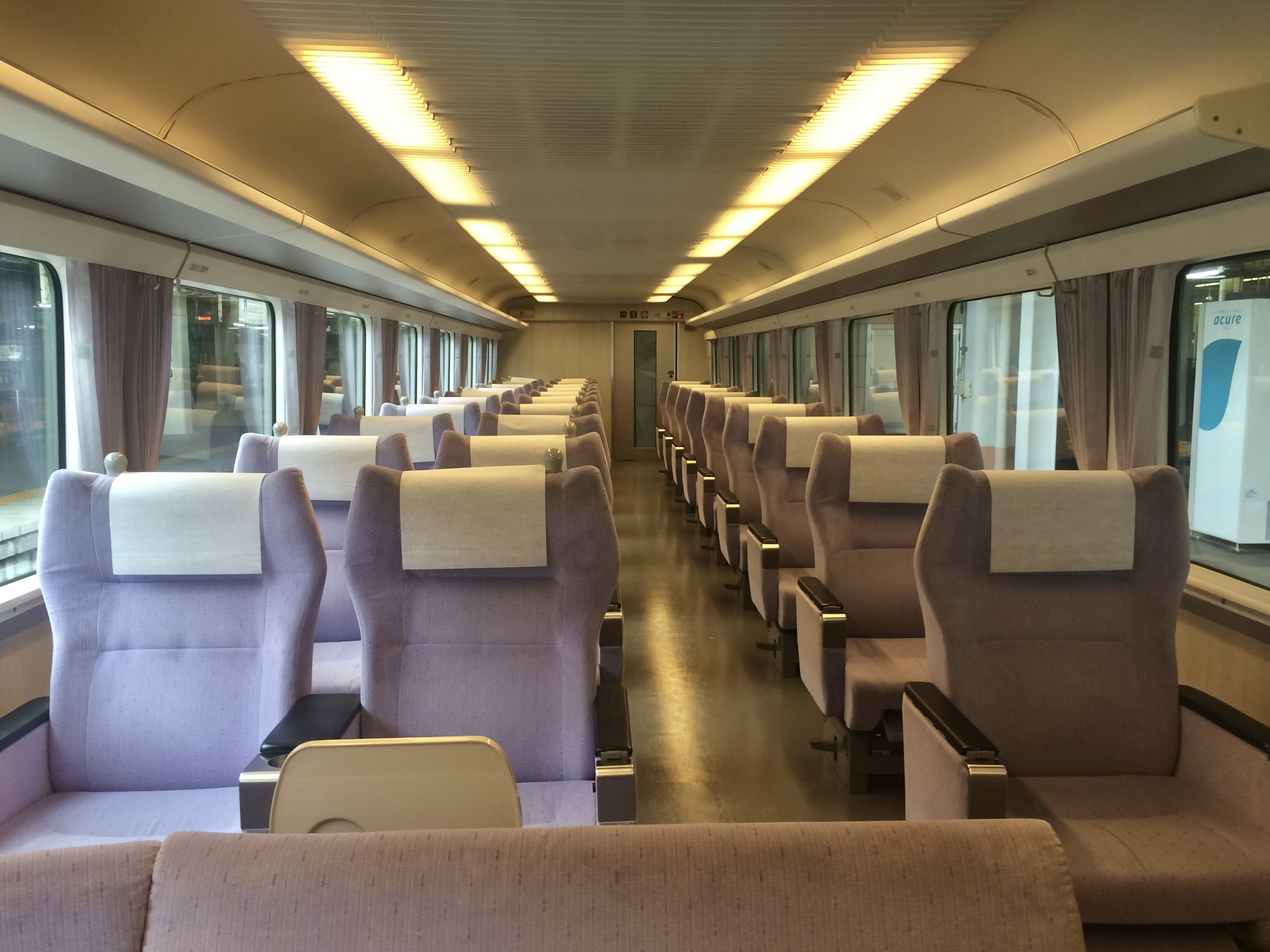
1号車車内

2006年5月から12月にかけて長野総合車両センターで改造を施工した。制御車は北海道向け耐寒耐雪強化形の1500番台、中間電動車は本州向け耐寒耐雪強化形の1000番台を改造種車とする。それまでのJR東日本が所有する485系改造のジョイフルトレインは台枠・機器類の流用で車体は新造されていたが、「彩」では車体はすべて流用され、内装のリニューアルが主とされた。
- 塗装は、白を基調として裾部にベージュを塗装。上部に各号車ごとのイメージカラーを配し、客用扉にロゴを設置した。客室の窓部分は485系3000番台と同様の連続窓風の塗装が施されている。
- 制御車は座席車、中間電動車は座席をフルフラットにすることも可能な簡易コンパーメント車もしくはフリースペースカーとした。
- 1 - 3号車のトイレ・洗面所は、485系3000番台で採用された真空吸引式洋式トイレとユニット式になる男子トイレと小スペース用洗面所に交換。
- モロ484形は種車の第2パンタグラフを撤去し、第1パンタグラフは狭小トンネルである中央本線への乗り入れ対策として485系では初めてシングルアーム式PS32形を搭載した。
- クロ481形は前面部を大幅にリファインする改造を行い、運転室の窓枠部分は黒色のサッシに改められ、側面と同様に連続窓風の外観となった。同様の改造は、東武鉄道の直通運用に使用されていた189系・485系にも実施されている。(なお、後者については再改造時にサッシそのものが撤去された)
- 愛称表示機は、従来の幕式から市販の40Vワイド液晶ディスプレイに交換。
- 腰部の前照灯・後部標識灯を上部に移設。
- 中央本線の狭小トンネル対策から、運転室上部の前照灯は撤去。静電アンテナは客室部屋根上に移設。

### 編成
| N201編成       | ← 新宿長野 →        | ← 新宿長野 →          | ← 新宿長野 →       | ← 新宿長野 →   | ← 新宿長野 →       | ← 新宿長野 →   |
| 号車番号       | 1                   | 2                     | 3                  | 4              | 5                  | 6              |
| 車両番号       | クロ481 -5503       | モロ484 -5024         | モロ485 -5024      | モロ484 -5007  | モロ485 -5007      | クロ481 -5502  |
| 車内           | 座席                | 簡易コンパーメント    | 簡易コンパーメント | フリースペース | 簡易コンパーメント | 座席           |
| イメージカラー | ふじいろ            | こきくちなし          | ときいろ           | びゃくぐん     | ふじいろ           | ときいろ       |
| モチーフ       | 長野県の花 りんどう | 長野県の動物 カモシカ | 特産農産物 リンゴ  | 信州の自然     | 長野県の特産品     | カーネーション |

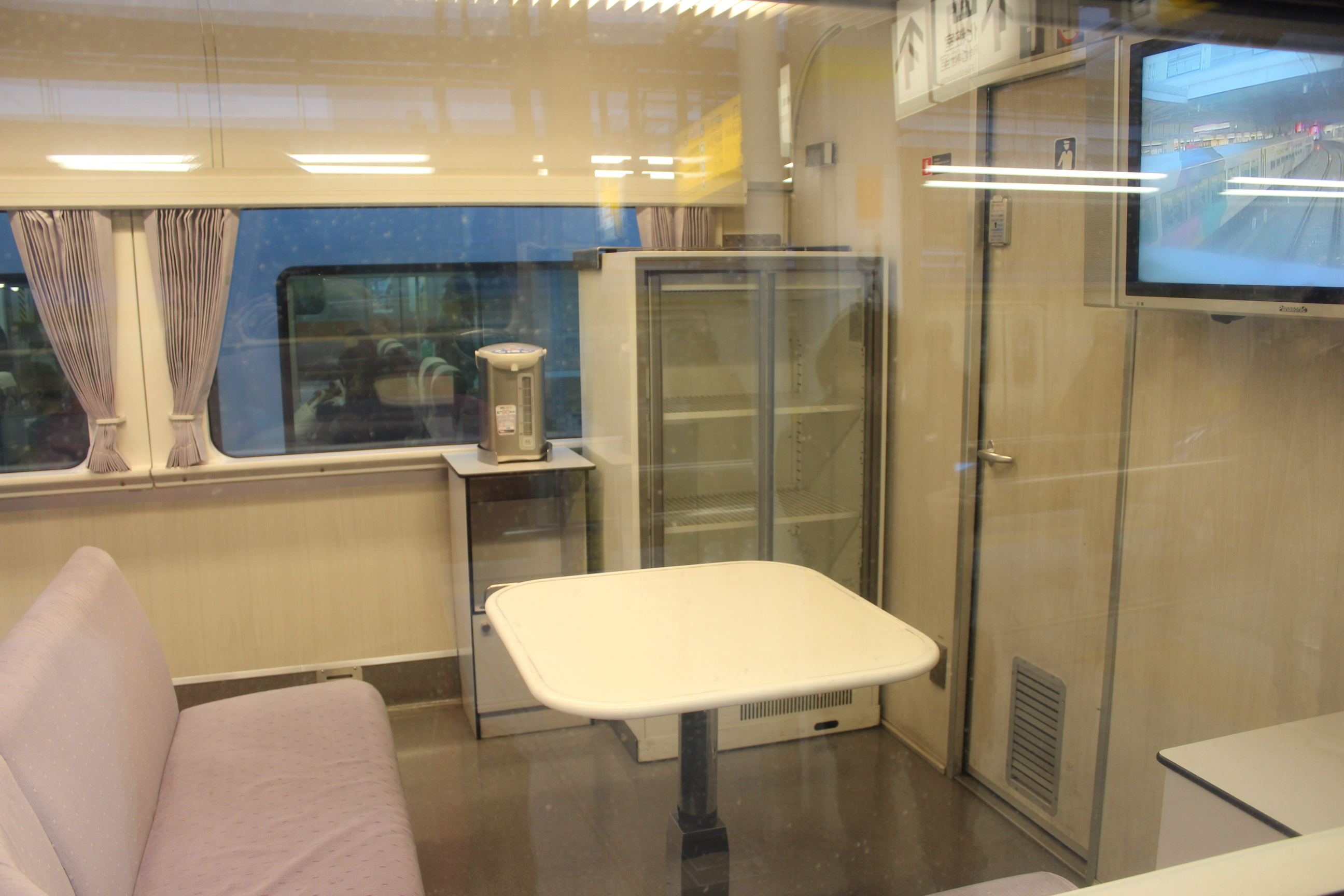
1号車ミニサロン
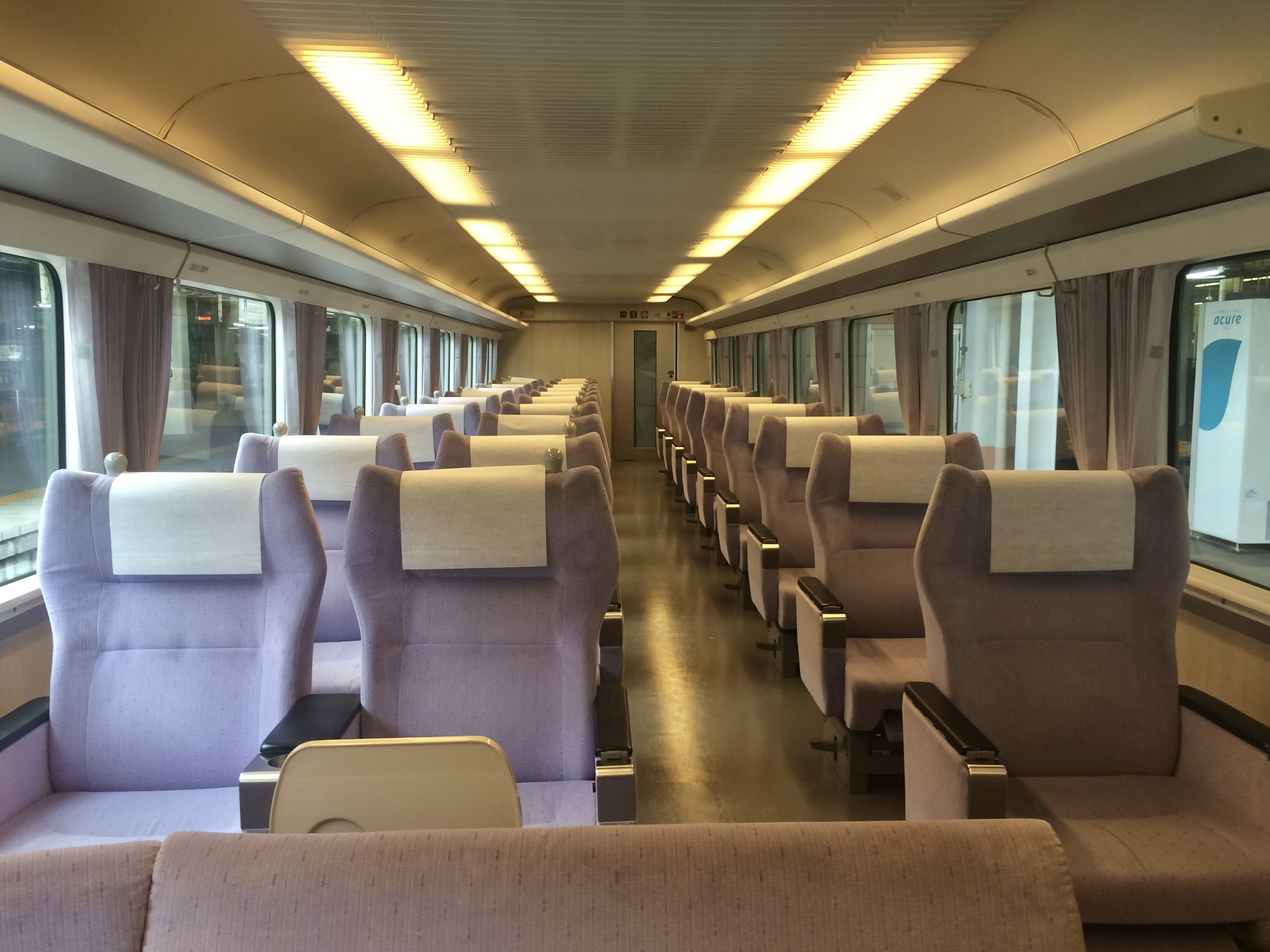
1号車グリーン座席車
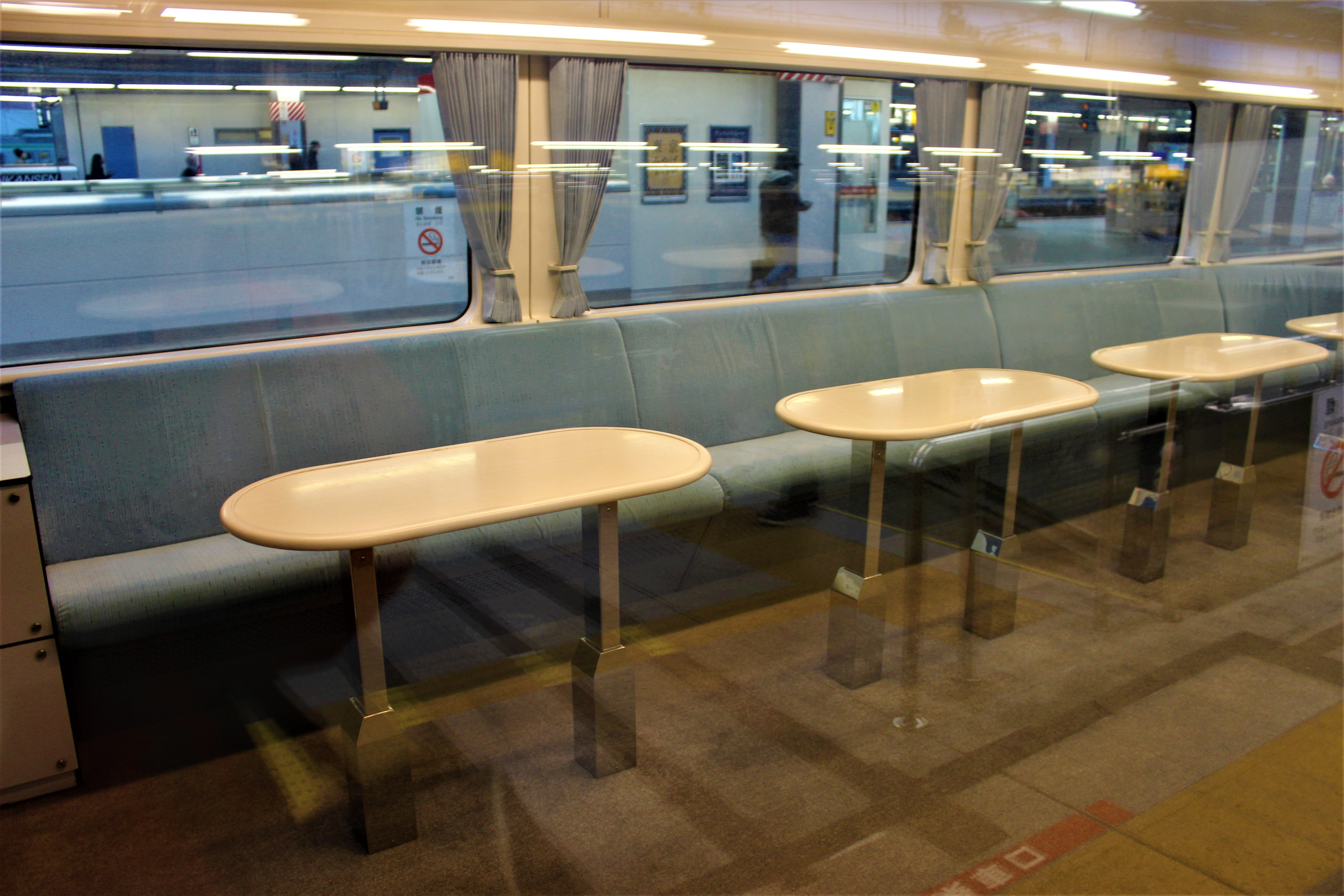
4号車フリースペース
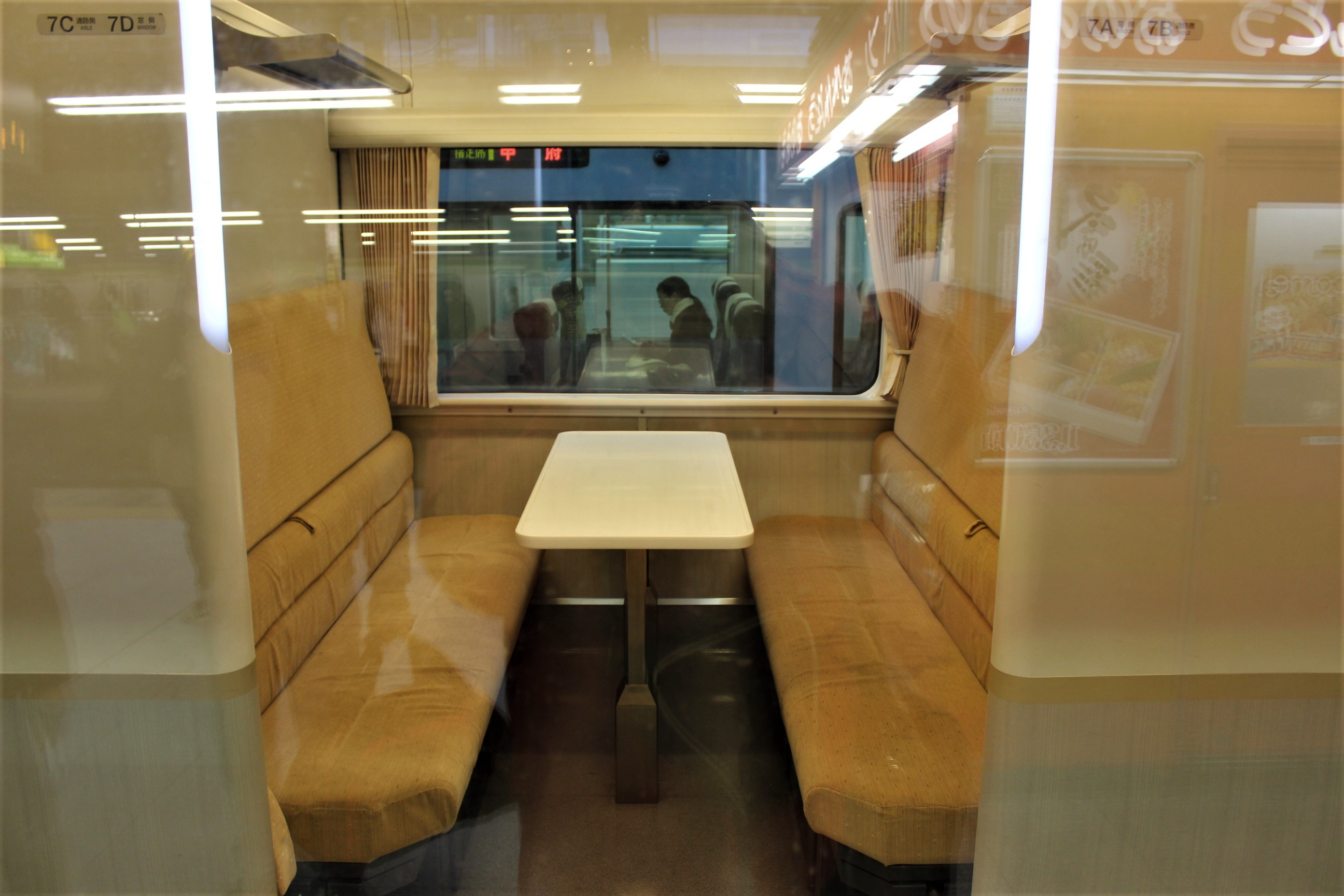
簡易コンパーメント
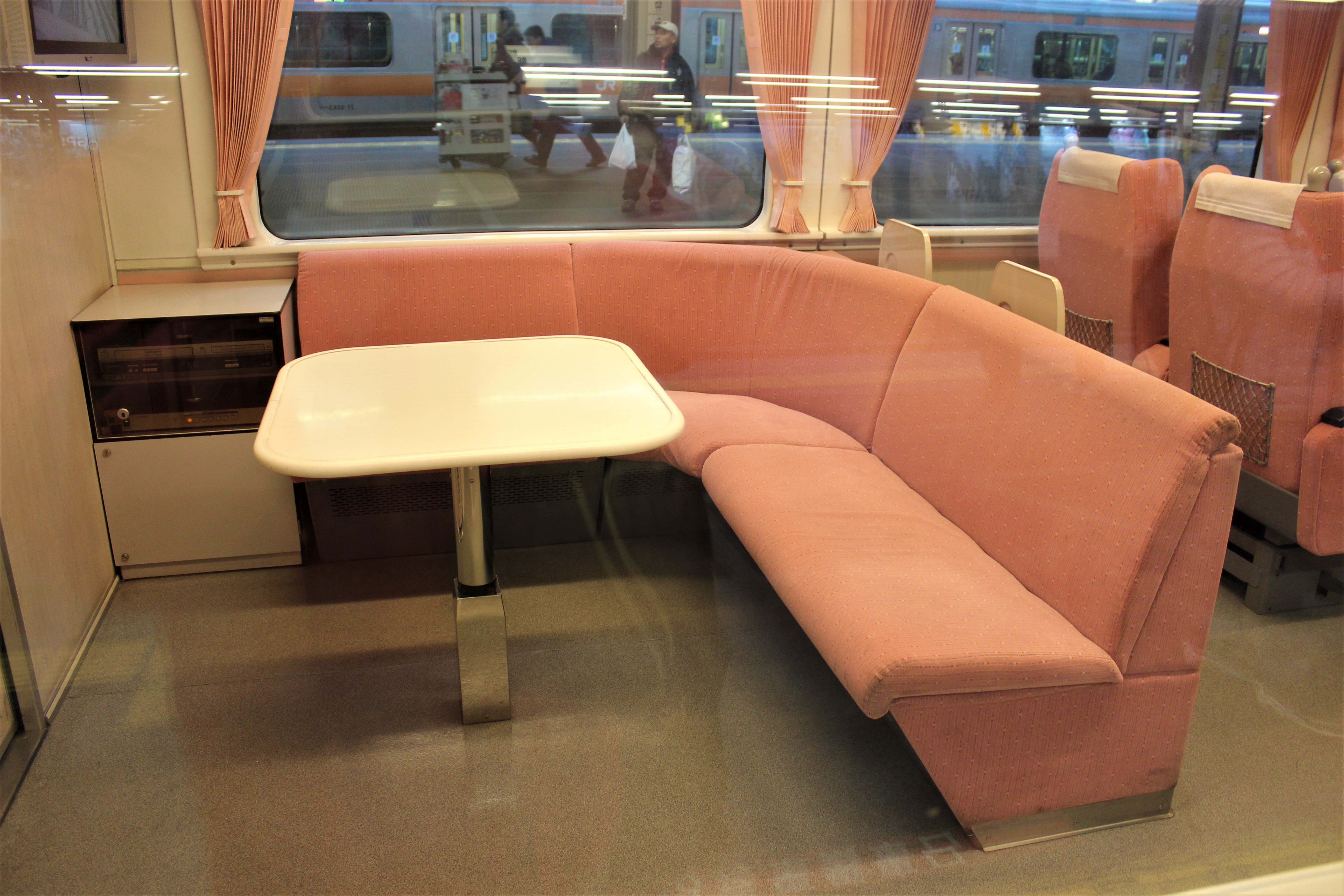
6号車ミニサロン

### 車両別詳細
1号車：クロ481-5503
上り新宿向き（中央本線基準）の制御車。座席車で回転リクライニングシートを山側1席9列+海側2席10列で定員29名。運転室背後の談話スペースに冷蔵庫と電気ポットを設置し、32Vの液晶モニタには前面展望映像を映し出すことも可能。
2号車：モロ484-5024
簡易コンパートメント車で定員28名。1号車側寄りから、荷物置場・4人用簡易コンパートメント7室・冷蔵庫と電気ポット台・デッキ・トイレ洗面台の構造を持つ。この車両のみコンパートメントは山側設置で海側が通路となり、トイレも女性専用となる。
3号車：モロ485-5024
簡易コンパートメント車で定員は28名。2号車寄りから、冷蔵庫と電気ポット台・パウダールーム・4人用簡易コンパートメント7室・マッサージチェア・デッキ・トイレ洗面台の構造を持つ。
4号車：モロ484-5007
フリースペースカーで定員は0名。3号車寄りから、荷物置場・間仕切り可能の多目的室・テーブル4卓とソファのセット2組・デッキ・喫煙室の構造を持つ。トイレ洗面台は未設置である。またソファ部分の壁面には、32Vワイド液晶ディスプレイ・BOSE社製のスピーカー・カラオケ装置を搭載している。
5号車：モロ485-5007
簡易コンパートメント車で定員は22名。4号車寄りから、添乗員室・4人用簡易コンパートメント5室・車椅子対応座席2名分・車椅子対応トイレ・デッキ・男子用小トイレと洗面台ユニットで構成される。
6号車：クロ481-5502
下り長野向き制御車。座席車で1号車を反転させた構造のため山側2席10列+海側1席9列の定員29名となる。トイレ洗面台を撤去したために1号車では談話スペースに設置される冷蔵庫と電気ポットならびに荷物置場としている。

## 運用
落成後は長野総合車両センターに配置。「N201」の編成番号を付与され、2007年1月21日の新団体列車デビュー記念「山梨よくばりツアー」長野→甲府・塩山→長野から営業運転に投入された。2011年時点で、北は奥羽本線青森まで、西は中央本線名古屋と北陸本線大聖寺まで入線した実績を持つ。主な投入列車を以下に示す。

### 長野支社
- 団体列車
  - 主に松本・長野から信越本線新津までの運用
  - 東京ディズニーリゾート運用[4]（南小谷[5] - 信濃大町 - 舞浜）
- 臨時列車
  - 大糸線快速「北アルプスいろどり」
  - 篠ノ井線快速「いろどり信濃路」
  - 「リゾートビューふるさと」（2011年3月18日 - 21日[6]）

### 他支社への貸し出し
- 「おいでよ房総初日の出」（2008年1月1日）
- 「たんばらラベンダー」（上野 - 沼田）
- 「いろどり山梨さくらんぼ」（川崎 - 甲府）
- 臨時快速「横濱ものがたり号」（2008年9月23日 松本～東神奈川）横浜線開業100周年記念
- 臨時快速「ポートトレイン横濱号」（2009年7月 甲府 - 鎌倉）
- 臨時快速「はまみらい号」（2010年9月　立川 - 横須賀）
- 団体列車「横浜セントラルタウンフェスティバル Y154記念列車」（2013年5月）
- 団体列車「いろどり軽井沢号」(しなの鉄道)[7]
- 団体列車「Shu-Shu-Train」（2015年12月12日 橋本 - 茅ケ崎 - 根府川 - 横浜）
- 臨時快速「いろどり木曽路」（2017年7月など　長野 - 中津川）

車両の老朽化に伴い、2017年9月30日の「ありがとういろどり号」をもって営業運転を終了し、同年10月20日付で廃車された。

## その他
前照灯の形状や薄紫色の塗装など、正面形状が漫画『ドラゴンボール』に登場する悪役キャラクター・フリーザを連想させることから、鉄道ファンから「フリーザ電車」などと呼ばれていた。